# Нермін Безмен
Нермін Безмен (тур. Nermin Bezmen; нар. 30 квітня 1954, Анталія) — турецька романістка.

## Біографія
Безмен народилася в Анталії в 1954 році, відвідувала початкову школу Макка. Навчаючись у середній школі для дівчат імені Ататюрка, вона поїхала до США зі стипендією AFS у старшому класі. Після повернення вона відвідувала Школу управління та менеджменту Султанахмет і закінчила її в 1974 році. У січні 1975 року у віці 21 року вона вийшла заміж за Паміра Безмена, 39-річного бізнесмена. У них народилося двоє дітей. Він помер 29 січня 2009 року. У 2015 році вийшла заміж за актора Толґа Саваджи та оселилася в Нью-Джерсі, США.
Безмен проводила телевізійні презентації, писала статті для журналів та займалася зв'язками з громадськістю; цікавиться традиційним турецьким мистецтвом. Вона давала уроки живопису дорослим і дітям у власній майстерні.
Почала писати романи у 1991 році. Вона дослідила історію Курта Сейта, свого діда по материнській лінії, і перетворила її на роман. Крім того, вона написала багато популярних книг у жанрі науково-популярної літератури.